# Parathalestris northumbrica
Parathalestris northumbrica is een eenoogkreeftjessoort uit de familie van de Thalestridae. De wetenschappelijke naam van de soort is voor het eerst geldig gepubliceerd in 1909 door Norman & Brady.